# Chad McCarty
Chad McCarty, né le 5 octobre 1977 à Fresno en Californie, est un ancien joueur international américain de soccer ayant évolué au poste de milieu de terrain, avant de devenir entraîneur.

## Biographie

### Carrière de joueur

#### Carrière en sélection
Avec l'équipe des États-Unis, il joue un match (pour aucun but inscrit) en 1999. Il figure notamment dans le groupe des sélectionnés lors de la Gold Cup de 1998.
Il participe également aux JO de 2000 organisées en Australie, où il atteint le stade des demi-finales.
Il joue enfin la Coupe du monde des moins de 20 ans 1997.

## Palmarès
États-Unis
- Gold Cup :
  - Finaliste : 1998.